# Alessandro Malaguti
Alessandro Malaguti (Forlì, 22 de setembre de 1987 és un ciclista italià, professional des del 2011 fins al 2016. Del seu palmarès destaca la Ruta Adélie de Vitré de 2013.

## Palmarès
- 2009
  - 1r al Gran Premi San Giuseppe
- 2011
  - Vencedor d'una etapa a la Volta a l'Uruguai
- 2013
  - 1r a la Ruta Adélie de Vitré
- 2014
  - Vencedor d'una etapa a la Volta a Hokkaidō

### Resultats al Giro d'Itàlia
- 2015. 154è de la classificació general